# Eupteryx origani
Eupteryx origani är en insektsart som beskrevs av Aleksey A. Zachvatkin 1948. Eupteryx origani ingår i släktet Eupteryx och familjen dvärgstritar. Arten är reproducerande i Sverige. Inga underarter finns listade i Catalogue of Life.